# 杨家峪街道
杨家峪街道，是中华人民共和国山西省太原市杏花岭区下辖的一个乡镇级行政单位。

## 行政区划
杨家峪街道下辖以下地区：
东华苑社区、城东社区、剪子湾社区、道场沟社区、享堂社区、小枣沟社区、五龙湾社区、杨家峪社区、大窑头村、小窑头村、石柱沟村、淖马村、伞儿树村、耙儿沟村、东沟村、河里头村、山庄头村、长江村和敦化坊村。